# Augan
Augan (in bretone: Algam) è un comune francese di 1 472 abitanti situato nel dipartimento del Morbihan nella regione della Bretagna.

## Società

### Evoluzione demografica
Abitanti censiti